# Mailto

mailto je shema enoličnih identifikatorjev vira (URI) za e-poštne naslove. Uporablja se za izpis hiperpovezav na spletnih straneh, ki omogočajo uporabnikom, da začnejo e-poštno sporočilo za naslovnika z zapisanim naslovom v svojem e-poštnem odjemalcu s preprostim klikom na povezavo. To uporabniku prihrani ročno kopiranje naslova.
Shema je bila prvič opredeljena v Zahtevi za mnenja (RFC) 1738 leta 1994, razširjena v RFC 2368 julija 1998 in izčiščena z RFC 6068 oktobra 2010.

## Zgledi
»mailto« se uporablja v HTML dokumentih za ustvarjanje hiperpovezav za pošiljanje e-poštnih sporočil.
```
<
a
 
href
=
"mailto:someone@example.com"
>
Pošlji sporočilo
</
a
>

```

S klikom na povezavo se odpre uporabnikov privzeti e-poštni odjemalec v oknu za pisanje novega sporočila, ki ima samodejno vnešen naslov.
Shema omogoča tudi določitev privzetih vrednosti za elemente sporočila, kot so zadeva (title), kopije (cc/bcc) in besedilo, v URL-ju. Hiperpovezave ne dopuščajo presledkov, prelomov vrstic in drugih posebnih znakov, zato morajo biti ti znaki odstotno kodirani:
```
<
a
 
href
=
"mailto:someone@example.com?subject=To%20je%20naslov&cc=nekdo_drug@example.com&body=To%20je%20besedilo"
>
Pošlji sporočilo
</
a
>

```

Določenih je lahko več naslovov:
```
<
a
 
href
=
"mailto:someone@example.com,someoneelse@example.com"
>
Pošlji sporočilo
</
a
>

```

Naslov je lahko izpuščen:
```
<
a
 
href
=
"mailto:?to=&subject=mailto%20with%20examples&body=https%3A%2F%2Fen.wikipedia.org%2Fwiki%2FMailto"
>
Deli to znanje ...
</
a
>

```

Samo prvi naslednji element ločimo od naslova z vprašajem (?), vsi ostali morajo biti med seboj ločeni z znaki za »in« (&). V nasprotnem primeru shema ne bo pravilno kopirala vseh elementov glave v e-poštni odjemalec.

## Varnost in zasebnost
RFC 6068 omenja več težav z varnostjo, med katerimi je strojno zbiranje naslovov. Povezave z mailto je možno preprosto odkriti v javnih HTML dokumentih z uporabo konstruktov objektnega modela dokumenta (DOM) ali regularnih izrazov (regex). Tako dostopne naslove zbirajo pošiljatelji množične neželene e-pošte in jih zasuvajo z neželenimi sporočili.
Obstajajo metode za zakrinkavanje povezav mailto pred algoritmi za samodejni zajem naslovov, ki pa jih je mogoče zaobiti z dovolj sofisticiranimi algoritmi. Druge tehnike, kot so postavljanje CAPTCHA ali podobnih metod za potrditev, da je uporabnik človek, so podobne kot pri spletnih obrazcih in zagotavljajo enako stopnjo varnosti.